# Jakubowice (powiat opatowski)
Jakubowice – wieś sołecka w Polsce położona w województwie świętokrzyskim, w powiecie opatowskim, w gminie Ożarów.
Do 1870 istniała gmina Jakubowice.
Prywatna wieś szlachecka położona była w drugiej połowie XVI wieku w powiecie sandomierskim województwa sandomierskiego.
W latach 1954–1972 wieś należała i była siedzibą władz gromady Jakubowice. W latach 1975–1998 miejscowość należała administracyjnie do województwa tarnobrzeskiego.
Przez miejscowość przebiega droga krajowa nr 79 z Warszawy do Sandomierza.

## Części miejscowości
| SIMC    | Nazwa              | Rodzaj    |
| ------- | ------------------ | --------- |
| 0802449 | Jakubowice-Kolonia | część wsi |
| 0802461 | Za Torem           | część wsi |

## Historia
Jakubowice w wieku XIX stanowiły wieś z folwarkiem  w powiecie opatowskim, gminie Ożarów, parafii Przybysławice. W drugiej połowie XIX wieku była tu szkoła początkowa. 
Według spisu miast, wsi i osad Królestwa Polskiego z 1827 roku było tu 15 domów i 102 mieszkańców. W roku  1882 wieś posiadała 25 domów, 254 mieszkańców i 322 mórg ziemi dworskiej. Według Towarzystwa Kredytowego Ziemskiego folwark Jakubowice z attynencją leśną Łubowa, posiadał rozległość mórg 403, zaś wieś folwarczna Jakubowice osad 29, z gruntem mórg 256.